# Psychotria kirkii
Psychotria kirkii là một loài thực vật có hoa trong họ Thiến thảo. Loài này được Hiern miêu tả khoa học đầu tiên năm 1877.

## Hình ảnh

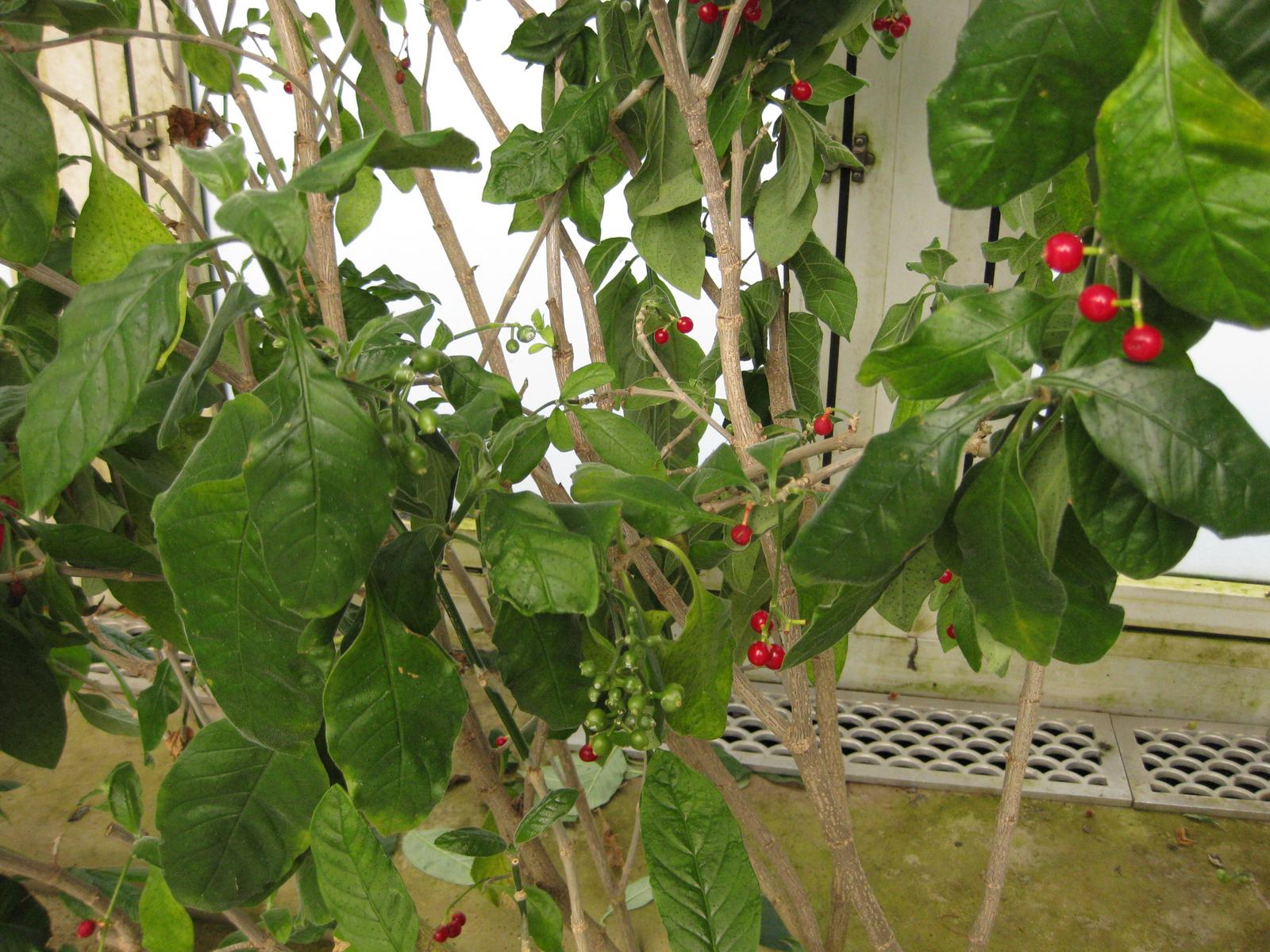
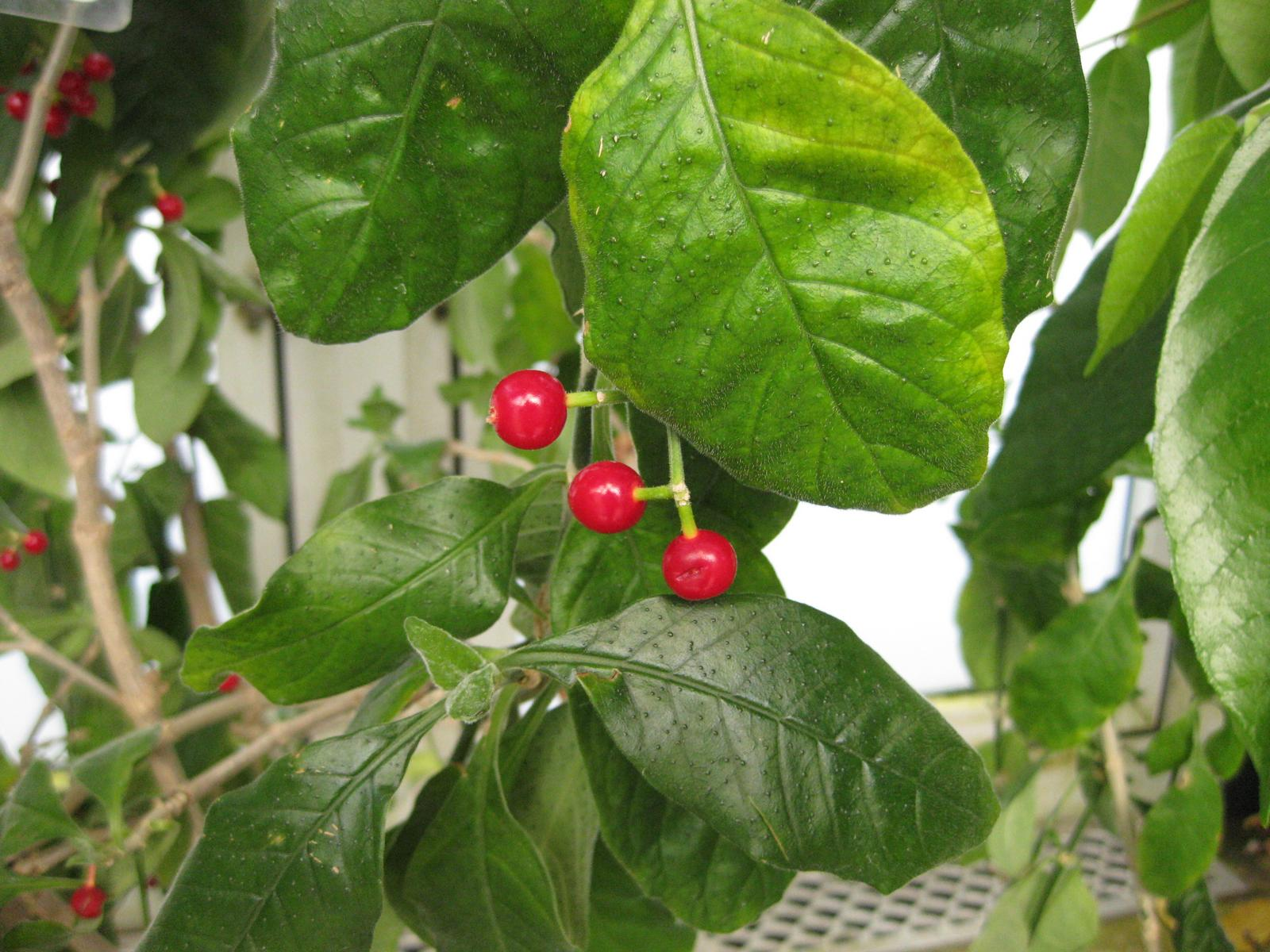
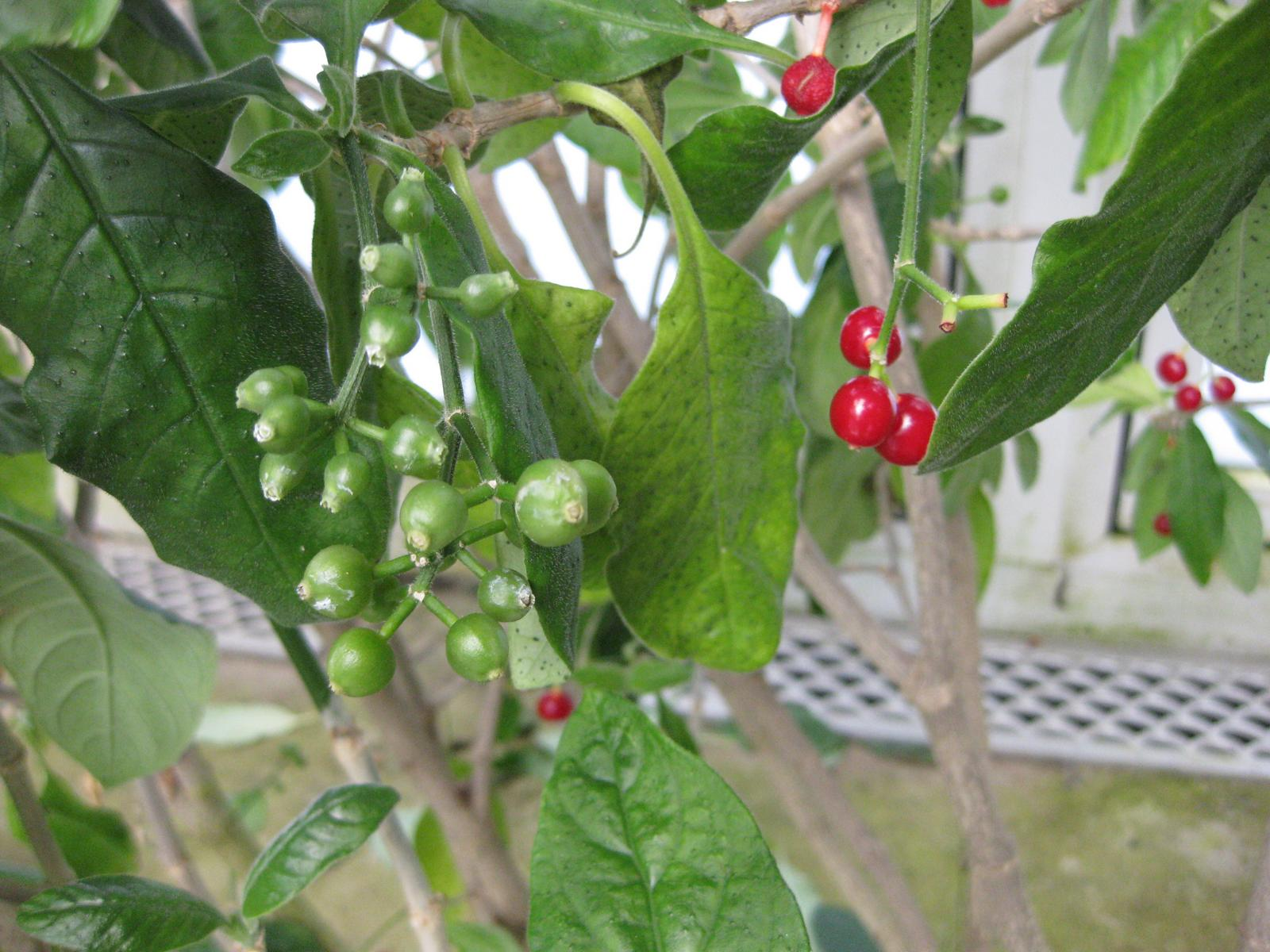
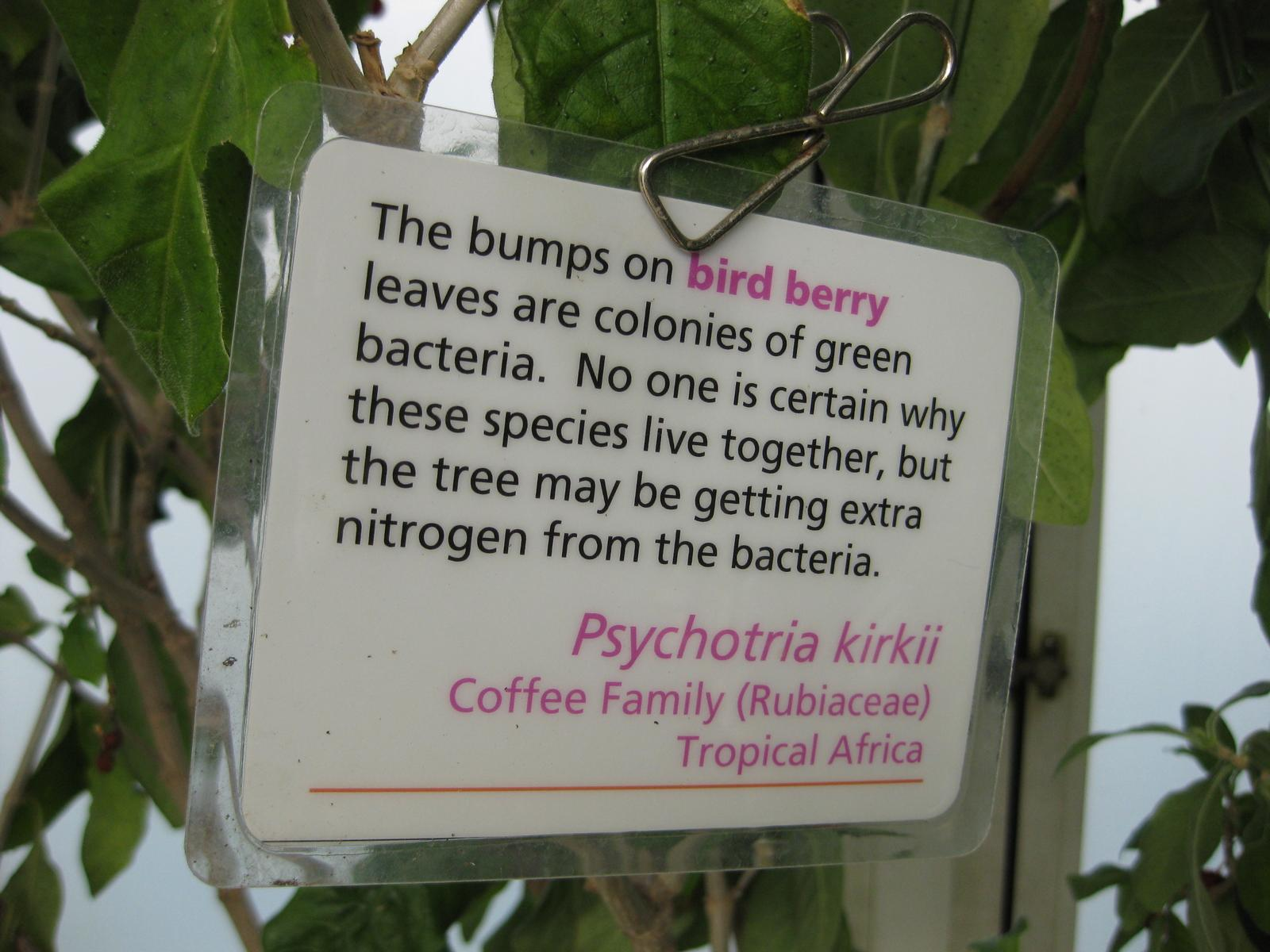